# Asociación Colonial Alemana
La Asociación Colonial Alemana fue una de las organizaciones que pertenecían a las sociedades coloniales.
El club fue fundado el 6 de diciembre de 1882 en Fráncfort bajo la dirección de Hermann de Hohenlohe-Langenburg, quien también se convirtió en el primer presidente. Ya en febrero de 1885, la sede se trasladó a Berlín. El club tenía alrededor de 15.000 miembros. Vinieron principalmente de la política, la industria, el comercio y la banca. Los motivos fueron la rivalidad nacionalista con otras grandes potencias, la preocupación por la superpoblación y la esperanza de crecimiento económico con la especulación de una distensión política interna en la lucha contra la democracia social. Fueron decisivos en el surgimiento de la asociación:
- Johannes von Miquel, líder de la Disconto-Gesellschaft.
- Carl Ferdinand Stumm, representante de la industria del Sarre.
- Louis Baare, representante de la gran industria del Rin-Westfalia.
- Henry Axel Bueck, Secretario General de la Asociación Central de Industriales Alemanes.
- Friedrich Ratzel, geógrafo y fundador de la antropogeografía.
- Heinrich von Treitschke, historiador alemán, publicista político y miembro del Reichstag.

La asociación intentó despertar el interés alemán en la política colonial a través del periodismo y presionar al gobierno y al Reichstag para las anexiones coloniales. En las "elecciones coloniales" de 1884, se vio a sí mismo en el camino hacia el éxito, después de lo cual la fiebre colonial volvió a disminuir. Los miembros de la Sociedad Colonial exigieron la promoción económica de las colonias existentes y el desarrollo de nuevos territorios coloniales.
El club se fusionó el 19 de diciembre de 1887 con la fundada por Carl Peters en 1884, la Sociedad para la Colonización Alemana de la Sociedad Colonial Alemana. El órgano de la Asociación fue el periódico colonial alemán, que se fundó en 1884 y cada semana se enviaba gratuitamente a los miembros.